# Prowincja Poni
Prowincja Poni – jedna z 45 prowincji w Burkina Faso.
Ma powierzchnię prawie 7,4 tys. km². W 2006 roku mieszkało w niej ponad ćwierć miliona ludzi. W 1996 roku na jej terenach zamieszkiwało niespełna 196 tysięcy mieszkańców.